# Tomasz Michałek
Tomasz Michałek (zm. w 1600) – legendarny mieszkaniec wsi Giedlarowa koło Leżajska. Jego imieniem nazwano jedną z ulic Leżajska.
Legenda mówi, że w 1590 roku Tomaszowi Michałkowi, pracownikowi browaru leżajskiego, objawiła się na pniu drzewa ściętego w gąszczu leśnym Matka Boża wraz ze św. Józefem, mówiąc mu:

Nie trwóż się, Michałku, tu Boga swego a Syna mego chwałę i pomoc moją poznacie. Tom sobie miejsce obrała, abym na nim ludzi ratowała i przed Synaczkiem zastępowała. Idźże tedy do starszego, co jest dozorcą tego miasta, powiedz mu, iż Syna mojego jest wola, aby imieniem moim kościół mi tu zbudowali, w którym by ludzie modląc się mogli otrzymać przeze mnie to, czego by potrzebowali.

Michałek nie spełnił prośby Matki Boskiej obawiając się, że nikt mu, jako prostemu człowiekowi, nie uwierzy. Matka Boża objawiła się mu po raz wtóry, mówiąc: 

Michałku, nie bądź lękliwy ani małej wiary. Jeśli dbasz o to, by chwała Boża rozbrzmiewała w tym miejscu, a ludzie doznawali tu pomocy mojej, to udaj się do rady miasta i tam spełnij, co ci zaleciłam.

Po drugim objawieniu Michałek przekazał słowa Matki Bożej proboszczowi Wojciechowi Wyszogradowi, członkowi rady miejskiej. Ten nie uwierzył i doprowadził do uwięzienia Michałka. Uwolniony z braku dowodów winy Michałek postawił w miejscu objawienia osadzony na drzewcu krucyfiks, który stał się celem pielgrzymek i przedmiotem kultu. W 1595 roku, z fundacji Reginy Piekarskiej, obok krzyża zbudowano małą kapliczkę pod wezwaniem św. Anny, która następnie została rozbudowana do rozmiarów kościółka.

Matka Boża objawiła się Michałkowi po raz trzeci: 

Michałku, chcę by mi tu zmurowano wielki kościół, niech będzie oddany pod opiekę zakonników św. Franciszka.

Przekazana Michałkowi prośba Matki Boskiej została spełniona w latach 1618–1628, kiedy z fundacji Łukasza Opalińskiego wybudowano w tym miejscu murowany kościół oraz klasztor.
Michałek zmarł na dżumę w 1600 i został pochowany pod progiem wybudowanego wówczas kościoła (obecnie jego grób znajduje się pod ołtarzem św. Stanisława).
Obecnie w miejscu objawień Michałka stoi bazylika Zwiastowania Najświętszej Maryi Panny. W jednej z jej kaplic umieszczony jest obraz Matki Boskiej, namalowany według przekazu Tomasza Michałka przez księdza Erazma z zakonu Bożogrobców.